# Perfil (Argentina)
Perfil es un matutino argentino bisemanal editado en la ciudad de Buenos Aires y fundado por Jorge Fontevecchia, el 9 de mayo de 1998, desde cuando apareció en dos épocas.

## Historia

### Primera etapa
Desde su aparición en 1998, se convirtió en el primer diario digital de la Argentina para luego editarse en papel prensa. El primer número salió a la venta el sábado 8 de mayo de ese año y vendió 80.000 ejemplares. Volvió a rozar esa cifra el 21 de mayo siguiente, después de que se quitara la vida el empresario postal Alfredo Yabrán.
En su primera etapa, Diario Perfil demandó el trabajo de 257 profesionales en relación de dependencia, 66 colaboradores permanentes, 25 colaboradores externos y 5 corresponsales en el extranjero. La fotografía de calidad y en colores significaba un gran avanza frente a los tradicionales diarios argentinos “La Nación” y “Clarín”, que todavía se vendían en blanco y negro.
La crisis económica que se gestó a finales de la segunda presidencia de Carlos Menem y se intensificó en la de su sucesor, Fernando de la Rúa, obligó a Perfil suspender su publicación. El 31 de julio, a tres meses de su comienzo, fue cerrado debido a que las ventas bajaron y no se cumplió con las expectativas, sumado a la escasa publicidad en el medio. En el último ejemplar, en un editorial titulado “Hasta pronto”, el director explicaba las causas del cierre pero especulaba con “volver a lanzarlo en un futuro más propicio”.  Desde el 9 de mayo hasta el 31 de julio de 1998 se publicaron 84 números del diario.
Según artículos periodísticos, Fontevecchia aseguró que su editorial podía sostener el proyecto periodístico a lo largo de por lo menos tres años: los dos primeros, a pérdida, con una venta de entre 50.000 y 70.000 ejemplares; el tercer año equilibrará costos con una venta de 100.000 ejemplares. Recién el cuarto año empezaría a ser rentable. En su último artículo editorial, Fontevecchia explicó que no se había alcanzado el objetivo de vender 50.000 ejemplares diarios. Fontevecchia afirmó que durante el último mes vendía 28.490 ejemplares promedio, lo que no alcanzaría para atraer auspiciantes.
Jorge Lanata publicó en la revista XXI varios correos electrónicos escritos por Martolio, entre el 16 y el 21 de julio de 1998, de los que se deducían las razones que llevaron al cierre del diario. Por los correos publicados en la edición del 6 de agosto de 1998, Fontevechia se querelló contra Lanata. El cierre se produjo por problemas financieros, desde su primer número el diario perdió 15 millones de pesos. En agosto de 1998, periodistas de Perfil y otros medios, ante la noticia del cierre, intentaron pedirle explicaciones a Fontevechia pero el chofer no detuvo la marcha y un encargado de seguridad le dio un puntapié al fotógrafo de la agencia DyN. Fontevecchia no descendió e indicó a su chofer que lo alejara del lugar por lo que el diario permaneció tomado en reclamo de los salarios adeudados. Periodistas de Perfil denunciaron que Fontevecchia ejercía la censura.
El edificio fue tomado por columnistas, periodistas, editorialistas y personal. El lunes, luego de tres días de resistencia, con la editorial tomada y el edificio sin servicios, los colaboradores abandonaron el lugar. Entre ellos, Mempo Giardinelli, Luis Majul, Beatriz Sarlo, Jorge Greco, Carlos Ulanovsky, Laura Batkis, Thomas Abraham, Jorge Omar Novoa, Gerardo Rozín y Pepe Eliaschev. De un personal de 257 personas, 85 fueron reinsertadas en otras publicaciones de la Editorial Perfil y 171 recibieron una indemnización en cuotas hasta febrero de 1999. Jorge Fontevecchia aseguró que “nadie pagó antes tanto de indemnización como pagó esta empresa”.

### Relanzamiento
En 2005, Jorge Fontevecchia relanzó el Diario Perfil como un periódico dominical cambiando radicalmente el estilo de los diarios argentinos. El primer número de esta nueva etapa, del que se imprimieron 30.000 ejemplares, salió a la venta en la Ciudad de Buenos Aires y alrededores el 11 de septiembre de 2005. Dos años después comenzó a venderse también los sábados. En esta nueva etapa, participaban periodistas como Jorge Lanata, Jorge Castro, Magdalena Ruiz Guiñazú, José Ricardo “Pepe” Eliaschev, Gonzalo Bonadeo, Miriam Lewin, Tomás Abraham y Víctor Hugo Morales.
El formato del diario es el tabloide e incorporó un detalle novedoso, el “Ombudsman del lector”. Se trata de una posición muy común en los diarios europeos, que tiene como responsabilidad defender al lector y hacer respetar el Código de Ética del diario.
En 2016, el diario Perfil se hallaba en dificultades económicas, con reclamos contrarios a la decisión empresarial de no pagar el aguinaldo ni los aumentos y de abonar los sueldos en cuotas.
En mayo de 2017, Perfil lanzó una edición local en la Provincia de Córdoba, editado por un equipo editorial local, en respuesta a la importancia que están adquiriendo los medios regionales. Agustino Fontevecchia, director ejecutivo de la editorial, aseguró que la nueva publicación «busca análisis, columnistas, investigación periodística y una posición independiente». El equipo de redacción de Perfil Córdoba está instalado en la capital provincial pero el diario se imprime en la planta de la Editorial del barrio de Barracas, en la Ciudad de Buenos Aires. Según Diego Caniglia, jefe de Redacción de Perfil Córdoba, la misión de su publicación es «continuar la línea de un producto consolidado y prestigioso donde lo que vale es, justamente, el producto».

## Línea editorial
El eslogan del diario es "periodismo puro". En palabras de Jorge Fontevecchia el periodismo "técnico o puro es siempre crítico, como el periodismo del watchdog norteamericano". 
El diario siempre fue muy crítico del Grupo Clarín, liderado por el empresario Héctor Magnetto, siendo incluso boicoteado por dicha corporación (intentos de comprar parte de las acciones de Editorial Perfil, el boicot publicitario al primer diario Perfil, el elevado precio del papel para diario fabricado por la empresa Papel Prensa S.A., etc.). [cita requerida]

## Sitio web
El 11 de abril de 1998, Perfil se convirtió en el primer diario argentino en tener su propia página web Perfil.com, antes de introducirse al mercado tradicional. El sitio, a través del cual se puede leer los artículos de la edición impresa cada fin de semana, se encuentra entre los sitios web de información más visitados en Argentina (8,6 millones de usuarios únicos y más de 4 millones de seguidores en las redes sociales).
La web actualiza diariamente y tiene cobertura en directo, y también difunde los artículos editoriales que publica el diario los sábados y domingos, entre cuyos columnistas destacan Jorge Fontevecchia; Gustavo González, Presidente de Editorial Perfil; Javier Calvo, Jefe de Redacción del Diario Perfil; y los periodistas Nelson Castro y Roberto García, entre otros.

## Ombudsman
El tabloide incorporó desde un principio un detalle novedoso: el "Ombudsman del lector", conducido desde 1998 Abel González; en la segunda, entre 2005 y 2007, Nelson Castro. Desde el 15 de diciembre de 2007 hasta 2012, Andrew Graham-Yooll (exeditor jefe del diario en lengua inglesa Buenos Aires Herald). En su reemplazo, el exjefe de Cierre, Julio Petrarca.[cita requerida]